# 2018 en physique
Cet article présente les faits marquants de l'année 2018 en physique.

## Évènements
- 26 juillet : le décalage d'Einstein a pu être observé en champ gravitationnel fort sur l'étoile S2 passant à proximité du trou noir massif du centre de la Voie lactée[1].

## Prix
- Prix Nobel de physique : Pour leurs inventions dans le domaine de la physique des lasers[2]:
  - Arthur Ashkin pour les pinces optiques et leur utilisation sur des systèmes biologiques[3].
  - Gérard Mourou et Donna Strickland pour leur méthode de production d'impulsions lumineuses ultrabrèves de forte intensité[3].
- Prix Wolf de physique : Charles H. Bennett[4] et Gilles Brassard[5] pour leur travail collaboratif à l'origine des bases de la cryptographie quantique.
- Médaile Hughes : James Durrant[6]
- Prix Sakurai : Ann Nelson et Michael Dine (en)[7]
- Prix Georges-Lemaître : George Ellis[8]
- Prix ACP-CRM : Ariel Zhitnitsky[9],[10]
- Médaille Boas : Elisabetta L Barberio[11]
- Médaille Brockhouse : Andrea Damascelli « pour son apport novateur et son leadership dans l’étude des solides et surfaces quantiques »[12],[13]

## Décès
- 1er février : Barys Kit (né en 1910), mathématicien, physicien et chimiste biélorusse.
- 14 mars[14] : Stephen Hawking (né en 1942), physicien théoricien et cosmologiste britannique.